# Lijst van afleveringen van Castle
Dit is een lijst van afleveringen van de Amerikaanse televisieserie Castle. De serie omvat acht seizoenen. Op 12 mei 2016 werd bekendgemaakt dat de serie zou stoppen. Een overzicht van alle afleveringen is hieronder te vinden.

## Seizoenen
| Seizoen | Afleveringen | Originele uitzendingen | Originele uitzendingen | Release dvd regio 2 |
| Seizoen | Afleveringen | Seizoenpremière        | Seizoenfinale          | Release dvd regio 2 |
| ------- | ------------ | ---------------------- | ---------------------- | ------------------- |
| 1       | 10           | 9 maart 2009           | 11 mei 2009            | 6 mei 2009          |
| 2       | 24           | 21 september 2009      | 17 mei 2010            | 1 mei 2011          |
| 3       | 24           | 20 september 2010      | 16 mei 2011            | 24 november 2011    |
| 4       | 23           | 19 september 2011      | 7 mei 2012             | 5 december 2012     |
| 5       | 24           | 24 september 2012      | 13 mei 2013            | 26 november 2013    |
| 6       | 23           | 23 september 2013      | 12 mei 2014            | 26 november 2014    |
| 7       | 23           | 29 september 2014      | 11 mei 2015            | december 2015       |
| 8       | 22           | 21 september 2015      | 16 mei 2016            | 30 mei 2016         |

## Seizoen 1 (2009)
| Nr. | Titel                          | Datum uitzending | Datum uitzending | Datum uitzending  |
| --- | ------------------------------ | ---------------- | ---------------- | ----------------- |
| 1 | Flowers for Your Grave         | 9 maart 2009     | 8 oktober 2009   | 23 september 2009 |
| Richard Castle is een beroemde misdaadauteur. Castle heeft circa 27 bestsellers op zijn naam staan. Wanneer het succes hem begint te vervelen en hij met een schrijversblok kampt, wordt hem gevraagd het NYPD te helpen. De politie van New York zit een moordenaar op de hielen, die zijn inspiratie voor de moorden uit de boeken van Rick Castle haalt. |                                |                  |                  |                   |
| 2 | Nanny McDead                   | 16 maart 2009    | 8 oktober 2009   | 23 september 2009 |
| Het lichaam van een jonge vrouw is gevonden in de droger van een wasruimte van een appartementencomplex. Wanneer Castle en Beckett ontdekken dat de vrouw als nanny in het gebouw werkte, leidt het onderzoek zich naar een wereld van seks, leugens en vreemde afspraakjes. |                                |                  |                  |                   |
| 3 | Hedge Fund Homeboys            | 23 maart 2009    | 15 oktober 2009  | 30 september 2009 |
| Een rijke tiener wordt dood in een roeiboot gevonden langs het meer in Central Park. Terwijl Castle en Beckett alle puzzelstukjes proberen samen te voegen, dwarsbomen de vrienden van het slachtoffer het onderzoek. Wanneer de waarheid aan het licht komt, komt een verhaal van verraad en obsessie naar boven. |                                |                  |                  |                   |
| 4 | Hell Hath No Fury              | 30 maart 2009    | 22 oktober 2009  | 6 oktober 2009    |
| Wanneer een lichaam gevonden wordt van een wethouder uit New York welke bezig is met zijn herverkiezing, raken Castle en Beckett verzeild in de wereld van de vuile politieke spelletjes. |                                |                  |                  |                   |
| 5 | A Chill Goes Through Her Veins | 6 april 2009     | 29 oktober 2009  |                   |
| Een bevroren vrouw wordt gevonden tussen wapeningsstaal op een bouwplaats. De zaak leidt Castle en Beckett naar een jaren oud mysterie en een al lang vergeten zaak. Castle en Beckett halen opmerkelijke zaken boven tafel uit het verleden van het slachtoffer. |                                |                  |                  |                   |
| 6 | Always Buy Retail              | 13 april 2009    | 5 november 2009  |                   |
| Wanneer en migrant ritueel vermoord is, begeven Beckett en Castle zich in de wereld van mysterieuze sektes. Niet compleet onbekend voor Castle, want ooit heeft hij hierover research gedaan voor een van zijn boeken. Intussen kondigt Castles eerste ex-vrouw, de moeder van Alexis, aan dat ze terug naar New York verhuist. |                                |                  |                  |                   |
| 7 | Home Is Where the Heart Stops  | 20 april 2009    | 12 november 2009 |                   |
| Wanneer een schatrijke vrouw dood gevonden wordt in haar kluis, gaan Castle en Beckett op onderzoek uit. Dit is al de zoveelste roofmoord in de "high society" van New York. Castle vermoedt dat de slachtoffers hun moordenaar kenden en neemt Beckett mee naar een chic gala in de hoop daar de dader te ontmaskeren. |                                |                  |                  |                   |
| 8 | Ghosts                         | 27 april 2009    | 19 november 2009 | n.b.              |
| Castle en Beckett onderzoeken de moord op een vrouw welke verdronken is in een bad gevuld met motorolie. Maar wanneer ze een geheim uit het verleden van de vrouw ontdekken moeten ze een 20 jaar oud mysterie oplossen met de hulp van een misdaadverslaggever. |                                |                  |                  |                   |
| 9 | Little Girl Lost               | 4 mei 2009       | 26 november 2009 | n.b.              |
| Wanneer er ontdekt wordt dat er een tweejarig meisje vermist is, wordt Beckett gebeld om te assisteren bij het onderzoek naar de vermissing van het meisje. Ze ontdekt dat de FBI-agent, Will Sorenson (Bailey Chase), die het onderzoek leidt haar ex-vriend is. Samen besluiten ze hun gevoelens op zij te zetten en met spoed het meisje te vinden. Maar wanneer Castle zich met het onderzoek gaat bemoeien ontstaat er een competitie tussen Castle en Sorenson om de aandacht van Beckett. |                                |                  |                  |                   |
| 10 | A Death in the Family          | 11 mei 2009      | 3 december 2009  | n.b.              |
| Castle en Beckett onderzoeken de moord op een plastisch chirurg die dood gevonden is in zijn auto. Castle ondervindt zijn vadergevoelens als Alexis naar haar eerste schoolfeest gaat. Castle verdiept zich in het verleden van Beckett. Hij vindt informatie die zijn relatie met haar kan verpesten. |                                |                  |                  |                   |

## Seizoen 2 (2009-2010)
| Nr. | Titel                            | Datum uitzending  | Datum uitzending | Datum uitzending  |
| --- | -------------------------------- | ----------------- | ---------------- | ----------------- |
| 1 | Deep in Death                    | 21 september 2009 | 11 maart 2010    | 9 februari 2010   |
| Castle probeert zijn nieuwe roman 'Heat Wave' af te ronden. Hij probeert zijn band met Beckett weer wat te verbeteren. Samen krijgen ze een zaak waarbij ze de moord op een wanhopige en werkloze man op moeten lossen. |                                  |                   |                  |                   |
| 2 | The Double Down                  | 28 september 2009 | 11 maart 2010    | 9 februari 2010   |
| Castle en Beckett concurreren tegen Ryan en Esposito om te zien wie als eerste een openstaande zaak oplossen. Beide zaken krijgen wendingen waardoor de teams genoodzaakt zijn samen te werken om te een oplossing van beide zaken te komen. |                                  |                   |                  |                   |
| 3 | Inventing the Girl               | 5 oktober 2009    | 25 mei 2009      | 23 februari 2009  |
| Castle en Beckett onderzoeken de moord op een model tijdens een modeweek in New York. |                                  |                   |                  |                   |
| 4 | Fool Me Once                     | 12 oktober 2009   | 11 november 2009 | 2 maart 2009      |
| Castle en Beckett onderzoeken de mysterieuze dood van een Arctische ontdekkingsreiziger tijdens een expeditie. Het onderzoek leidt hen in vele richtingen zoals de CIA en Park Avenue. |                                  |                   |                  |                   |
| 5 | When the Bough Breaks            | 19 oktober 2009   | 18 november 2009 | 9 maart 2009      |
| De vertegenwoordiger van Castle biedt hem een carrièreverandering aan, als hij dit aanneemt zal dit betekenen dat hij zakelijk zal moeten breken met Beckett. Castle onderzoekt samen met Beckett de dood van een ongeïdentificeerde vrouw. |                                  |                   |                  |                   |
| 6 | Vampire Weekend                  | 26 oktober 2009   | 25 november 2010 | 16 maart 2010     |
| Met Halloween in aantocht, worden Castle en Beckett geroepen naar een begraafplaats waar het lichaam van een jongeman is gevonden met een houten staak door zijn hart. Het onderzoek leidt ze diep in de New Yorkse onderwereld van vampieren. Ze komen erachter dat het motief voor de moord te vinden is in de pagina's van een stripboek dat het slachtoffer aan het schrijven was voor zijn dood. |                                  |                   |                  |                   |
| 7 | Famous Last Words                | 2 november 2009   | 22 december 2010 | 23 maart 2010     |
| Als het lichaam van een opkomende rockster gevonden wordt, geplaatst op een manier die rechtstreeks uit haar laatste muziek video komt, komen Castle en Beckett terecht in een wereld van bezeten fans, sjofele managers en jaloerse bandleden. Maar pas als Alexis achter de betekenis van het laatste liedje komt, begint de identiteit van de moordenaar naar boven te komen. |                                  |                   |                  |                   |
| 8 | Kill the Messenger               | 9 november 2009   | 9 december 2010  | 30 maart 2010     |
| Fietskoerier Caleb Shimansky wordt vermoord door een gemaskerde man in een gestolen zwarte sedan. Caleb had maar een pakket, verstuurd door Sally Niedermeyer, wier naam door het koeriersbedrijf verkeerd werd gespeld als de naam van terrorist Shakir Nidal Mattar. Het was een opdracht van haar neef Brian Thompson, vanuit de gevangenis, waar hij enkele uren later wordt vermoord. De enige reden dat hij destijds bekend had, was om ervoor te zorgen dat de ziekenhuisrekeningen voor zijn zoon betaald konden worden. Castle en Beckett bekijken de originele zaak opnieuw en komen erachter dat een van de leden van de zeer vermogende en politiek invloedrijke familie Wellesley erbij betrokken was, maar wie en waarom? |                                  |                   |                  |                   |
| 9 | Love Me Dead                     | 16 november 2009  | 19 december 2010 | 6 april 2010      |
| De moord op een assistent-openbaar aanklager dwingt Castle en Beckett de wereld van ex-veroordeelden en escortdames in te gaan. Maar als Castles hulp aan een kwetsbare callgirl de zaak in gevaar brengt, is Beckett gedwongen een keuze te maken tussen beloftes nakomen en een moordenaar te pakken. De dingen worden nog moeilijk als Castles dochter een (mogelijk gevaarlijk) geheim deelt met Beckett in plaats van haar vader. |                                  |                   |                  |                   |
| 10 | One Man's Treasure               | 23 november 2009  | 23 december 2010 | 13 april 2010     |
| Wanneer een vermoorde man gevonden wordt in een vuilstortkoker van een gebouw en er twee vrouwen opduiken om zijn lichaam te identificeren (een is zijn vrouw en de andere zijn verloofde) hebben Castle en Beckett de handen vol om te voorkomen dat de vrouwen elkaar om zeep helpen. Tegelijk proberen ze zijn dubbelleven te ontrafelen. Was het een afgewezen vrouw, bedrijfsspionage of een nog sinister geheim dat leidde tot zijn dood? |                                  |                   |                  |                   |
| 11 | The Fifth Bullet                 | 7 december 2009   | 6 januari 2011   | 20 april 2010     |
| Als een kunsthandelaar in zijn eigen galerie wordt neergeschoten, ontdekken Castle en Beckett dat er een kogel mist van de plaats delict. Het mysterie wordt bemoeilijkt door een man die aan geheugenverlies lijdt. Hij was getuige van de misdaad maar kan niet meer herinneren wat hij gezien heeft of zelfs wie hij is. |                                  |                   |                  |                   |
| 12 | A Rose for Everafter             | 11 januari 2010   | 13 januari 2011  | 27 april 2010     |
| Als Castle en Beckett een bruiloft bezoeken om de dood van een bruidsmeisje te onderzoeken, is Castle verbaasd als hij ontdekt dat de bruid in spe zijn ex, Kyra is. Complicaties treden op als Kyra compleet achterover slaat dat Castle weer terug in haar leven is. Ze vraagt zich af of ze wel met de juiste persoon gaat trouwen. Met de bruiloftsvoorbereidingen op gang en de hele lijst van bruiloftsgasten die onder verdenking staat, vraagt Beckett zich af of Castle wel objectief kan zijn in deze zaak. Maar als het ernaar uitziet dat Castle en Kyra hun romance weer oppakken, is Beckett zelf ook niet meer zeker van haar beoordelingsvermogen.                                                                      |                                  |                   |                  |                   |
| 13 | Sucker Punch                     | 18 januari 2010   | 20 januari 2011  | 4 mei 2010        |
| Terwijl ze de dood van een Ierse maffiafiguur onderzoeken, ontdekken Beckett en Castle een lokale oorlog welke verbonden kan zijn met een tv-goeroe en een internationale drugssmokkel. Maar de zaak wordt aangrijpend persoonlijk als er bewijs opduikt dat de moordenaar misschien iets te doen heeft gehad met de moord op Becketts moeder. |                                  |                   |                  |                   |
| 14 | The Third Man                    | 18 januari 2010   | 20 januari 2011  | 4 mei 2010        |
| Het is een groot raadsel als een familie terugkomt van vakantie en een dode man in hun dochters bed vinden. Terwijl ze het idee hebben dat ze de dood van een gewone kraker onderzoeken, ontdekken ze al snel dat er misschien wel een multimiljoenendollaroverval mee te maken heeft. Ondertussen probeert Castle te verbergen dat Beckett erachter komt dat ze een relatie zouden hebben,volgens de New Yorks meest gewilde vrijgezellenlijst. |                                  |                   |                  |                   |
| 15 | Suicide Squeeze                  | 8 februari 2010   | 3 februari 2011  | 18 mei 2010       |
| Een geliefde ex-honkbalspeler wordt dood gevonden na een goodwillreis naar Cuba. Het onderzoek, waarbij ze ook Joe Torre tegenkomen, leidt Castle en Beckett naar de Cubaanse bevolking van New York. Ondertussen is Alexis druk met haar genealogieproject, wat Castle dwingt na te denken over de identiteit van zijn onbekende vader. |                                  |                   |                  |                   |
| 16 | The Mistress Always Spanks Twice | 8 maart 2010      | 10 februari 2011 | 25 mei 2010       |
| Wanneer een halfnaakte vrouw gevonden wordt, bedekt met karamelsaus en opgehangen aan handboeien in een park, leidt het onderzoek van Castle en Beckett hen naar New Yorks onderwereld van seksuele dominantie. Uiteraard is dit een heet hangijzer voor hun toch al explosieve relatie. |                                  |                   |                  |                   |
| 17 | Tick, Tick, Tick… (1/2)          | 22 maart 2010     | 17 februari 2011 | 14 september 2010 |
| In deze tweedelige verhaallijn, voegt een scherpzinnige en ervaren FBI-agent Jordan Shaw zich bij Castle en Beckett om achter een slimme en ongrijpbare seriemoordenaar te gaan. |                                  |                   |                  |                   |
| 18 | Boom! (2/2)                      | 29 maart 2010     | 24 februari 2011 | 21 september 2010 |
| In deze tweedelige verhaallijn, voegt een scherpzinnige en ervaren FBI-agent Jordan Shaw zich bij Castle en Beckett om achter een slimme en ongrijpbare seriemoordenaar te gaan. |                                  |                   |                  |                   |
| 19 | Wrapped Up in Death              | 5 april 2010      | 3 maart 2011     | 28 september 2010 |
| Het onderzoek van de schokkende dood van een curator van een museum, verpletterd door een vallende ornament, neemt een bizarre wending wanneer Castle en Beckett erachter komen dat hij niet de eerste dode is van een archeologische expeditie. Er blijkt een legende te zijn over een grafkamer, waarschuwend dat iedereen die de mummie ziet, gedoemd is tot sterven. Was de curator het laatste slachtoffer? |                                  |                   |                  |                   |
| 20 | The Late Shaft                   | 12 april 2010     | 10 maart 2011    | 28 september 2010 |
| Als Castle optreedt in een latenightshow om zijn laatste boek te promoten, fluistert de legendarisch gastheer Bobby Mann, tijdens een reclameblok: 'Ze willen me vermoorden'. Als Bobby Mann later die avond, schijnbaar door natuurlijke oorzaak, overlijdt, moet Castle Beckett overtuigen dat er een smerig spel wordt gespeeld. Tijdens het onderzoek wordt Castle verleid door een sexy dame, die de andere gast in de show was. |                                  |                   |                  |                   |
| 21 | Den of Thieves                   | 19 april 2010     | 17 maart 2011    | 12 september 2010 |
| Tijdens een onderzoek op de moord van een dief, ontdekken Castle en Beckett dat Esposito een persoonlijke relatie had met de verdachte. Nog een verrassing is dat Beckett het goed kan vinden met de knappe inspecteur Tom Demming, die ook bij de zaak betrokken is. Nu maar zien of ze de zaak kunnen oplossen met al die romantiek in de lucht. |                                  |                   |                  |                   |
| 22 | Food to Die For                  | 3 mei 2010        | 24 maart 2011    | 19 oktober 2010   |
| Een hooggeplaatste chef wordt doodgevroren gevonden in de keuken van een populair restaurant. Problemen volgen elkaar op als Castle en de eigenares van het restaurant, een oude schoolvriendin van Beckett, elkaar wel erg aardig vinden. Ondertussen groeit de relatie tussen Beckett en inspecteur Demming. |                                  |                   |                  |                   |
| 23 | Overkill                         | 10 mei 2010       | 31 maart 2011    | 26 oktober 2010   |
| Een moord tijdens een overval zorgt ervoor dat Beckett haar vriendje Demming moet vragen te helpen met deze zaak, waardoor Castle op de tweede plaats komt. Als het duidelijk wordt dat de beide mannen zeer uiteenlopende ideeën hebben over het onderzoek, wordt het een strijd om de aandacht van Beckett. Beckett mag nu scheidsrechter spelen terwijl de mannen racen om de zaak op te lossen. |                                  |                   |                  |                   |
| 24 | A Deadly Game                    | 17 mei 2010       | 7 april 2011     | 2 november 2010   |
| Niets is wat het lijkt, als Castle en Beckett onderzoek doen naar de dood van een spion, wat een liquidatie lijkt te zijn. Ondertussen zorgt de relatie van Beckett en Demming voor een probleem tussen Castle en Beckett. Ze worden hierdoor gedwongen eerlijk te zijn over hun gevoelens voor elkaar. |                                  |                   |                  |                   |

## Seizoen 3 (2010-2011)
| Nr. | Titel                                  | Datum uitzending  | Datum uitzending | Datum uitzending  |
| --- | -------------------------------------- | ----------------- | ---------------- | ----------------- |
| 1 | A Deadly Affair                        | 20 september 2010 | 14 april 2011    | 9 november 2010   |
| Beckett heeft niets gehoord van Castle sinds hij vertrok naar de Hamptons maanden geleden om zijn tweede roman, "Naked Heat", af te ronden. Het enige wat Beckett, Ryan en Esposito hebben gezien van Castle is een boekhandelstandee van hem die een aanstaande signeersessie aankondigt. Wanneer Beckett en haar team op onderzoek gaan in een schimmig appartement op het spoor van een moordenaar, is het laatste wat ze verwachten te zien de real-life Castle staande boven het lichaam van een dode vrouw met een pistool. Als Castle zijn onschuld volhoudt, heeft Beckett geen andere keuze dan hem te arresteren op verdenking van moord. |                                        |                   |                  |                   |
| 2 | He's Dead, She's Dead                  | 27 september 2010 | 21 april 2011    | 16 november 2010  |
| Wanneer een beroemde paragnost is vermoord, gaan Beckett en Castle op zoek naar haar moordenaar, terwijl er ook een pittige discussie aan de gang is over het bestaan van buitenzintuiglijke vermogens. Bewijs wijst naar beide kanten, vooral wanneer er een brief van het slachtoffer, geschreven op de dag dat ze werd vermoord opduikt waarin haar dood staat voorspeld – of was het geschreven door een slimme moordenaar, in de hoop af te werpen van het onderzoek? |                                        |                   |                  |                   |
| 3 | Under the Gun                          | 4 oktober 2010    | 28 april 2011    | 23 november 2010  |
| Tijdens het onderzoek naar de moord op een borgtocht slaaf, Beckett en Castle lopen tegen Becketts eerste training officer, Mike Royce, nu werkzaam als premiejager. Een gecodeerd document laat Castles verbeelding op hol slaan. |                                        |                   |                  |                   |
| 4 | Punked                                 | 11 oktober 2010   | 5 mei 2011       | 30 november 2010  |
| Wanneer Castle en Beckett de moord op een jonge wiskundige onderzoeken, die is neergeschoten met een 200 jaar oude kogel, schieten er wilde theorieën door Castle over een tijdreizende moordenaar. Wanneer hun onderzoek een gepimpte DeLorean en een verdachte in Victoriaanse kleding onthult is het gekke idee van Castle ineens zo gek niet. Dit verhaal kronkelt door de torens van Wall Street en in de wereld van een geheime samenleving die de romantiek en de eenvoud van het verleden omvat, gekoppeld met de hoop en de beloftes van de toekomst.                                                                                      |                                        |                   |                  |                   |
| 5 | Anatomy of a Murder                    | 18 oktober 2010   | 12 mei 2011      | 22 februari 2011  |
| Wanneer kistdragers de controle verliezen over een verrassend zware kist bij een begrafenis, valt een tweede, onbekende dode uit de kist. Als Castle en Beckett ontdekken dat het slachtoffer een dokter was in het County Hospital, neemt hun onderzoek hen mee naar de wereld van de amoureuze artsen. Was jaloezie de aanleiding voor moord? Of heeft de dokters mysterieuze werk buiten het ziekenhuis doen leiden tot haar ondergang? |                                        |                   |                  |                   |
| 6 | 3XK                                    | 25 oktober 2010   | 19 mei 2011      | 1 maart 2011      |
| Wanneer een dood lichaam van een vrouw tekenen van een oude moordenaar toont, ontdekken Castle en Beckett dat de 'Triple Killer', een moordenaar die verdween vier jaar geleden, kan zijn teruggekeerd. Ondertussen, stimuleert Castle afwisselend en ontmoedigt bij Alexis 'betrokkenheid bij een geheime aanbidder. |                                        |                   |                  |                   |
| 7 | Almost Famous                          | 1 november 2010   | 26 mei 2011      | 8 maart 2011      |
| Beckett en Castle reageren op een noodoproep. Echter neemt de zaak een schokkende wending, wanneer zij erachter komen dat het gaat om een stripper verkleed als agent. De moord leidt hen in de wereld van mannelijke strippers. |                                        |                   |                  |                   |
| 8 | Murder Most Fowl                       | 8 november 2010   | 2 juni 2011      | 15 maart 2011     |
| Tijdens een onderzoek naar de moord op een New Yorkse metrowerknemer, die werd doodgeschoten in Central Park, ontdekken Castle en Beckett onverwacht de schokkende en gewelddadige ontvoering van een jonge jongen. Racend tegen de klok, moet het team de motieven achter de ontvoering zien te ontrafelen. |                                        |                   |                  |                   |
| 9 | Close Encounters of the Murderous Kind | 15 november 2010  | 9 juni 2011      | 22 maart 2011     |
| Na de vondst van het lichaam van een prominente astrofysicus – het slachtoffer van explosieve decompressie – theoretiseert Castle gekscherend dat ze misschien gedood werd in het vacuüm van de ruimte. Maar als ze dieper in het leven van het slachtoffer graven, worden ze geconfronteerd met het bewijs dat blijft wijzen naar het onmogelijke – ontvoering door buitenaardse wezens. |                                        |                   |                  |                   |
| 10 | Last call                              | 7 december 2010   | 16 juni 2011     | 29 maart 2011     |
| Het lichaam van een havenarbeider annex bareigenaar wordt gevonden in de East River. Het onderzoek van Castle en Beckett neemt ze mee naar lang vergeten tunnels en doorgangen die gebruikt werden in het oude New York, waar zij een geheim ontdekken wat verborgen is gebleven sinds de drooglegging. |                                        |                   |                  |                   |
| 11 | Nikki Heat                             | 4 januari 2011    | 23 juni 2011     | 5 april 2011      |
| Er wordt een film gemaakt van Castle zijn boek “Heat Wave”, en de knappe hoofdrolspeelster, Nathalie Rhodes, wordt uitgenodigd door Kate Beckett zodat ze haar karakter dat ze gaat spelen beter kan begrijpen. Als het drietal een moord op een ‘high-class’ koppelaar onderzoekt, gaat Natalie tot extreme hoogte onder het mom van “karakteronderzoek”, zo ver zelfs dat ze zich transformeert tot een bijna exacte kopie van Beckett. |                                        |                   |                  |                   |
| 12 | Poof! You're dead                      | 11 januari 2011   | 30 juni 2011     | 12 april 2011     |
| De eigenaar van het historische Drake’s Magic Shop wordt dood gevonden in de beroemde watertank van Houdini. Castle en Beckett duiken in de wereld van magie, goochelaars en hun geheimen om de moordenaar te vinden. Ondertussen zijn de goochelaars niet de enige met geheimen, wanneer er een nieuwe romantische relatie wordt ontdekt. |                                        |                   |                  |                   |
| 13 | Knockdown                              | 25 januari 2011   | 7 juli 2011      | 19 april 2011     |
| De detective die deel uitmaakte van het onderzoek naar de moord op de moeder van Kate Beckett belt haar op om te vertellen dat hij informatie heeft over de moord en dat hij deze met haar wil bespreken, vlak daarna wordt hij vermoord. |                                        |                   |                  |                   |
| 14 | Lucky Stiff                            | 7 februari 2011   | 15 juli 2011     | 26 april 2011     |
| De gewelddadige moord op een loterijwinnaar zorgt ervoor dat Castle en Beckett een overvloed hebben aan verdachten, jaloers en boos door het plotselinge succes van het slachtoffer, die van armoede naar een penthouse ging. Terwijl iedereen op het politiebureau fantaseert over wat zei zouden doen als ze de loterij zouden winnen, heeft Martha het moeilijk als ze plotseling geld erft waarvan zij vindt dat ze het niet verdient. |                                        |                   |                  |                   |
| 15 | The Final Nail                         | 14 februari 2011  | 21 juli 2011     | 3 mei 2011        |
| Castle en Beckett komen recht tegenover elkaar te staan in deze zaak als een oude vriend van Castle de hoofdverdachte wordt in de moord op zijn eigen vrouw. Tijdens het onderzoek komt Castle erachter dat er twee afschuwelijke mogelijkheden zijn, of Beckett gaat een onschuldige man arresteren of zijn oude vriend is een koelbloedige moordenaar. |                                        |                   |                  |                   |
| 16 | Setup                                  | 21 februari 2011  |                  | 10 mei 2011       |
| Castle en Beckett beginnen aan een onderzoek wat lijkt op een beroving/moord op een taxi chauffeur. Na verder onderzoek ontdekken ze dat hij betrokken was bij een mysterieus complot met onvoorstelbare gevolgen. Als het risico steeds groter wordt, neemt de keiharde FBI-agent Mark Fallon het onderzoek over. Het drietal bevindt zich in een race tegen de klok om de waarheid over het slachtoffer te ontdekken. |                                        |                   |                  |                   |
| 17 | Countdown                              | 28 februari 2011  |                  | 30 augustus 2011  |
| Als de tijd begint de dringen, moeten Castle en Beckett hun problemen met Fallon op zij zetten om er voor te zorgen dat een grote ramp in New York wordt voorkomen. |                                        |                   |                  |                   |
| 18 | One Life To Lose                       | 21 maart 2011     |                  | 6 september 2011  |
| Castle en Beckett onderzoeken de moord op Sarah Cutler, een belangrijke schrijfster van een van de langslopende soaps in New York, "Temptation Lane". Iedereen is verdacht als bekend wordt dat de gebeurtenissen achter de schermen net zo heftig zijn als de fictieve verhaallijnen in de soap. |                                        |                   |                  |                   |
| 19 | Law & Murder                           | 28 maart 2011     |                  | 13 september 2011 |
| Tijdens een belangrijke rechtszaak van een vermoorde socialiste, valt een van de juryleden plotseling flauw. Als Castle en Beckett ontdekken dat het jurylid was vergiftigd, blijkt dat het jurylid niet zo onschuldig was als hij leek. |                                        |                   |                  |                   |
| 20 | Slice Of Death                         | 4 april 2011      |                  | 20 september 2011 |
| Castle en Beckett werken aan een zaak waar iemand dood wordt gevonden in een pizzaoven, maar het blijkt niet iemand te zijn die verbonden was met het restaurant, het is een journalist. Hij werkte aan een verhaal genaamd “De Pizza Oorlogen”. Was dit de reden voor de moord of gaat het nog verder? |                                        |                   |                  |                   |
| 21 | The Dead Pool                          | 11 april 2011     |                  | 27 september 2011 |
| Als een zwemkampioen met Olympische aspiraties dood wordt gevonden in een trainingsbad, duiken Castle en Beckett in het onderzoek en ontdekken ze vele geheimen die tot zijn dood geleid kunnen hebben. |                                        |                   |                  |                   |
| 22 | To Love And Die In L.A.                | 2 mei 2011        |                  | 4 oktober         |
| Wanneer de moord op de ex-partner van Beckett wordt onderzocht, is Beckett ervan overtuigd dat de verdachte gevlucht is naar Los Angeles. Ze negeert het bevel om in New York te blijven en reist af naar Los Angeles, Castle reist ongevraagd met haar mee. Ze ontdekken een spoor dat van een dakzwembad in Hollywood naar het strand van Santa Monica leidt. Hoe dichter ze bij de moordenaar komen, hoe meer Castle zich afvraagt of het Beckett gaat om gerechtigheid of wraak. |                                        |                   |                  |                   |
| 23 | Pretty Dead                            | 9 mei 2011        |                  | 11 oktober 2011   |
| Tijdens de repetitie van “Baron’s All-American Beauty Pageant” worden de deelnemers onprettig verrast wanneer ze het levenloze lichaam van Miss Illinois vinden. Wanneer Castle en Beckett in het competitieve leven van de missverkiezingen duiken, ontdekken ze dat er een aantal verdachten zijn die een motief voor de moord hadden, waaronder jaloerse mededeelnemers, de miljonair en tevens de sponsor van de missverkiezingen, Victor Baron en de presentator van de show, de hedonistische televisiepersoonlijkheid, Bobby Stark. |                                        |                   |                  |                   |
| 24 | Knockout                               | 16 mei 2011       |                  | 18 oktober 2011   |
| Het onderzoek naar de moord op de moeder van Kate Beckett krijgt een nieuwe impuls wanneer Hal Lockwood (een professionele moordenaar met kennis van de moord op haar moeder) op een spectaculaire manier ontsnapt tijdens een terechtzitting. Terwijl de politie de jacht opent op Lockwood, ontdekken Castle en het team bewijs van een diepgaand complot waarbij een mysterieus figuur met connecties binnen rechtshandhaving betrokken is. De zoektocht naar Lockwood en de speurtocht om zijn medesamenzweerder te ontdekken leidt tot een verrassende en dodelijke conclusie.                                                                 |                                        |                   |                  |                   |

## Seizoen 4 (2011-2012)
| Nr. | Titel                       | Datum uitzending  | Datum uitzending  | Datum uitzending  |
| --- | --------------------------- | ----------------- | ----------------- | ----------------- |
| 1 | Rise                        | 19 september 2011 | 15 december 2011  | 25 oktober 2011   |
| Beckett is neergeschoten en komt in het ziekenhuis. Castle geeft zichzelf de schuld van alles. Beckett houdt Castle op afstand gedurende haar herstelperiode van drie maanden. Ze geeft aan de psycholoog toe gelogen te hebben over de black-out na de aanslag, ze weet zich alles nog te herinneren. Montgomery is vervangen door hoofdinspecteur Gates, die er een heel andere manier van leidinggeven op na houdt. Zo heeft ze Castle uit het politiebureau verwijderd. Er is ook nog een moordzaak op te lossen. |                             |                   |                   |                   |
| 2 | Heroes and Villians         | 26 september 2011 |                   | 1 november 2011   |
| Er werd een man vermoord, terwijl hij een vrouw probeerde aan te randen. Hij werd in tweeën gesneden, van zijn hoofd naar zijn kruis. Als ze de vrouw ondervragen verzwijgt ze iets. De moordenaar lijkt een superheld. Na een hoop verdachten eindigt het met een schattig Caskett moment en Castle flipt van binnen vanwege Alexis. |                             |                   |                   |                   |
| 3 | Head Case                   | 03 oktober 2011   | 05 januari 2012   | 8 november 2011   |
| Castle en Beckett onderzoeken een misdrijf waarbij wel een grote plas bloed, maar geen slachtoffer te ontdekken valt. Het spoor leidt naar een opslagplaats. Alexis krijgt nieuws over Stanford, waarop Castle zijn vaderschapskwaliteiten moet bewijzen. |                             |                   |                   |                   |
| 4 | Kick the ballistics         | 10 oktober 2011   | 12 januari 2012   | 15 november 2011  |
| Castle en Beckett onderzoeken de moord op een jonge vrouw, die werd gepleegd met behulp van rechercheur Ryans oude dienstwapen – degene die werd gestolen door de seriemoordenaar, 3XK. |                             |                   |                   |                   |
| 5 | Eye of the beholder         | 17 oktober 2011   | 22 januari 2012   | 22 november 2011  |
| Castle en Beckett onderzoeken een moord tijdens de diefstal van een waardevol beeld. Serena Kaye, een slimme, sexy verzekeringsonderzoeker, voegt zich bij hen toe in het onderzoek, al die tijd verbergt ze een zeer belangrijk geheim voor het team. Ze trekt ook veel aandacht van Castle, met gemengde gevoelens van Beckett. |                             |                   |                   |                   |
| 6 | Demons                      | 24 oktober 2011   | 22 maart 2012     | 29 november 2011  |
| Castle en Beckett onderzoeken de moord op een spokenjager die in een spookachtig herenhuis op zoek was naar spoken. Castle steunt het idee dat bovennatuurlijke krachten het werk zou kunnen zijn, terwijl Beckett op zoek naar een niet-bovennatuurlijke reden voor de moord. |                             |                   |                   |                   |
| 7 | Cops & Robbers              | 31 oktober 2011   | 29 maart 2012     | 6 maart 2012      |
| Wanneer Castle geld op wil nemen samen met zijn moeder, wordt de bank overvallen. Beckett probeert Alexis te kalmeren en ze doet er alles aan om Castle en Martha weer veilig buiten te brengen. |                             |                   |                   |                   |
| 8 | Heartbreak Hotel            | 7 november 2011   | 5 april 2012      | 13 maart 2012     |
| Tijdens het onderzoek naar de moord op een Atlantic City casino-eigenaar in een verlaten pakhuis, komen er sterke aanwijzingen boven water voor het team zowel in New York als in Atlantic City. Beckett en hoofdinspecteur Gates werken in New York samen, Castle kiest er natuurlijk voor om met Ryan en Esposito op roadtrip te gaan naar "Playground Amerika's", in de hoop om de zaak op te lossen, terwijl ze een geïmproviseerde vrijgezellenfeest voor Ryan geven.                                            |                             |                   |                   |                   |
| 9 | Kill Shot'                  | 21 november 2011  | 12 april 2012     | 20 maart 2012     |
| Een sluipschutter is New York aan het terroriseren. Met de tikkende klok naar de volgende moord en niets om over te gaan, behalve een 'killer' zonder duidelijk motief. De jacht wordt nog ingewikkelder als Beckett paniekaanvallen krijgt als gevolg van PTSS – momenten die ze probeert te verbergen voor Castle en haar collega's. De enige echte aanwijzing zijn papieren figuurtjes die worden gevonden op de plek waar de sniper heeft geschoten.                                                              |                             |                   |                   |                   |
| 10 | Cuffed                      | 5 december 2011   | 19 april 2012     | 27 maart 2012     |
| Castle en Beckett worden samen wakker, gehandboeid aan elkaar in een afgesloten ruimte, zonder herinnering aan hoe ze daar geraakt zijn. In de ruimte naast hen zit een tijger gevangen die kans ziet bij ze komen. |                             |                   |                   |                   |
| 11 | Til Death Do Us Part        | 9 januari 2012    | 26 april 2012     | 3 april 2012      |
| Wanneer Castle en Beckett de dood van een 'ladies man' onderzoeken, worden zijn duistere geheimen onthuld. Een ervan behelst Ryans bruid Jenny. |                             |                   |                   |                   |
| 12 | Dial M For Mayor            | 16 januari 2012   | 3 mei 2012        | 10 april 2012     |
| Een vrouw wordt dood aangetroffen in de passagiersstoel van een auto in bruikleen van het stadhuis. De sporen wijzen richting de burgemeester (Derek Webster). Hoofdinspecteur Gates dringt aan bij Beckett om Castle van de zaak te halen vanwege zijn hechte vriendschap met de burgemeester. |                             |                   |                   |                   |
| 13 | An Embarrassment Of Bitches | 23 januari 2012   | 10 mei 2012       | 17 april 2012     |
| Het onderzoek naar de dood van een beroemde hondentrainer leidt tot een reality-tv-ster, Kay Cappuccio (Hilarie Burton). Alexis gaat op reis met haar vriend Buttons om naar hogescholen te gaan kijken. Castle en Beckett hebben een discussie waar de hond, Royal, van de overledene (die geen familie meer heeft) moet blijven. Esposito heeft een oogje op de reality-tv-ster. |                             |                   |                   |                   |
| 14 | The Blue Butterfly          | 6 februari 2012   | 17 mei 2012       | 24 april 2012     |
| Castle vindt een dagboek dat werd geschreven in de jaren 40 door een privédetective en hij probeert om een moderne misdaad op te lossen door de informatie erin. Elke keer als hij het leest 'flitst' hij terug naar de jaren 40, met de belangrijkste personages die spelen in het dagboek gespeeld door de huidige cast. |                             |                   |                   |                   |
| 15 | Pandora                     | 13 februari 2012  | 13 september 2012 | 1 mei 2012        |
| (Deel 1) Castle en Beckett ontdekken dat de moordenaar die ze nastreven een onderdeel is van een internationale samenzwering. |                             |                   |                   |                   |
| 16 | Linchpin                    | 20 februari 2012  | 20 september 2012 | 8 mei 2012        |
| (Deel 2) Castle en Beckett realiseren wat 'the linchpin' is, ze worden verraden door iemand die ze dachten dat ze konden vertrouwen en proberen om de derde wereldoorlog te voorkomen. Castle komt ook meer te weten over zijn vader. |                             |                   |                   |                   |
| 17 | Once Upon A Crime           | 27 februari 2012  | 27 september 2012 | 15 mei 2012       |
| Als een vrouw verkleed als Roodkapje dood wordt aangetroffen in het bos met een klauw gemarkeerd over haar lichaam, en kort daarna een vermoord Sneeuwwitje wordt ontdekt met een giftige appel in haar hand, gaan Castle en Beckett op zoek naar een 'Fairytale killer' voordat hij opnieuw doodt. Maar niets is wat het lijkt in een zaak vol met bedrog, verraad, geheimen en moord. |                             |                   |                   |                   |
| 18 | A Dance With Death          | 19 maart 2012     | 4 oktober 2012    | 22 mei 2012       |
| Castle en Beckett onderzoeken de dood van een onrustige beroemdheid die werd vermoord enkele momenten voordat ze moest verschijnen als een deelnemer op een populaire danswedstrijd. |                             |                   |                   |                   |
| 19 | 47 Seconds                  | 26 maart 2012     | 11 oktober 2012   | 29 mei 2012       |
| Tijdens een demonstratie ontploft een bom waardoor meerdere mensen gedood worden. De FBI is verantwoordelijk voor het onderzoek, maar gebruikt de rechercheurs van het 12de politiedistrict als loopjongens. Castle gaat zijn eigen gang en stuurt zijn vrienden naar de juiste dader, nadat de FBI een verkeerde verdachte had gearresteerd. Ondertussen ontdekt Castle toevallig Becketts geheim. |                             |                   |                   |                   |
| 20 | The Limey                   | 2 april 2012      | 18 oktober 2012   | 21 september 2012 |
| Castle en Beckett wordt benaderd door een detective van Scotland Yard op zoek naar hulp bij het oplossen van de moord op een vriend van zijn familie. Ondertussen probeert Lanie Beckett te helpen met haar gevoelens voor Castle. |                             |                   |                   |                   |
| 21 | Headhunters                 | 16 april 2012     | 25 oktober 2012   | 28 september 2012 |
| Het gevoel dat hij niet meer in staat is om samen te werken met Beckett, vindt Castle een nieuwe partner in rechercheur Ethan Slaughter (Adam Baldwin). Aangezien de twee een poging doen om 'een bendeoorlog' te voorkomen voordat die New York overnemen, brengen Slaughters twijfelachtige en vaak gewelddadige methodes Castles leven in gevaar. |                             |                   |                   |                   |
| 22 | Undead Again                | 30 april 2012     | 1 november 2012   | 5 oktober 2012    |
| Een getuige van een moord beweert dat het slachtoffer werd aangevallen door een zombie. Castle en Beckett proberen de zaak op te lossen, maar dit is misschien wel de perfecte moord. |                             |                   |                   |                   |
| 23 | Always                      | 7 mei 2012        | 8 november 2012   | 19 oktober 2012   |
| In de vierde seizoensfinale confronteren Castle en Beckett hun gevoelens, terwijl zij te maken hebben met een zaak die hen terugbrengt naar de schietpartij van Beckett en de moord op haar moeder. |                             |                   |                   |                   |

## Seizoen 5 (2012-2013)
| Nr. | Titel                          | Datum uitzending  | Datum uitzending | Datum uitzending  |
| --- | ------------------------------ | ----------------- | ---------------- | ----------------- |
| 1 | After The Storm                | 24 september 2012 | 15 november 2012 | 26 oktober 2012   |
| De eerste aflevering gaat verder waar de seizoensfinale was geëindigd, the morning after. Castle en Beckett worden als snel geconfronteerd door nieuwe vragen; Was dit één nacht of niet? Maar voordat ze kunnen antwoorden moeten ze eerst de man vinden achter de moord van Becketts moeder. |                                |                   |                  |                   |
| 2 | Cloudy With a Chance of Murder | 1 oktober 2012    | 22 november 2012 | 2 november 2012   |
| Het team onderzoekt de dood van een televisie weervrouw. Ze had ontdekt dat een lokale fabrikant styreen gebruikte in het tapijtvormingsproces en daardoor chemische stoffen in de atmosfeer vrijliet, waardoor mensen symptomen van astma kregen. Ondertussen proberen Castle en Beckett hun relatie verborgen te houden, om geen argwaan te wekken gaat hij op date met entertainment reporter Kristina Coterra (Jodi Lyn O'Keefe). |                                |                   |                  |                   |
| 3 | Secret's Safe with Me          | 8 oktober 2012    | 29 november 2012 | 9 november 2012   |
| Een meisje wordt vermoord en Beckett en Castle ontdekken dat haar dood iets te maken heeft met een pakhuis. Was het magazijn verbonden met haar dood? Het onderzoek leidt Castle en Beckett naar de kleurrijke "Warehouse Wars" – als schatzoekers en zo ontdekken ze de waarheid. |                                |                   |                  |                   |
| 4 | Murder, He Wrote               | 15 oktober 2012   | 6 december 2012  | 16 november 2012  |
| Castle en Beckett plannen een romantisch weekendje weg in de Hamptons, maar hun reis wordt minder romantisch als een stervende man in het zwembad strompelt. Castle en Beckett helpen de plaatselijke politie bij het onderzoek. Het onderzoek leidt naar een gepensioneerde gangster, Vincent Cardono (Don Stark), smokkelaars van methamfetamine uit de Hamptons en een corrupte politie plaatsvervanger. Ondertussen proberen Ryan en Esposito uit te vinden wie Becketts vriendje is. Ryan ontdekt per ongeluk de geheime relatie van Castle en Beckett, tijdens een verhoor van een verdachte die laat vallen dat hij werd ondervraagd door "de schrijver en zijn vriendin". Ryan zijn vermoedens worden bevestigd wanneer de verdachte vertelt dat Castles vriendin "Kate" heet. |                                |                   |                  |                   |
| 5 | Probable Cause                 | 29 oktober 2012   | 13 december 2012 | 23 november 2012  |
| Bij het onderzoek naar een brute rituele moord, wordt Beckett geschokt wanneer het bewijs haar naar Castle leidt en ze gedwongen is om het idee dat Castle in staat kan zijn van dit soort moord te confronteren. Als het bewijs tegen hem opstapelt, zet Castle zijn eigen “prison break” in scène, wanneer hij beseft dat hij is opgezet door Jerry Tyson, beter bekend als de Triple Killer of 3XK. Terwijl hij het doelwit van een grote klopjacht wordt, moet Castle lang genoeg in leven blijven om Tyson te vangen voordat Tyson hem vangt. Castle en Becketts ontdekkingen leiden hen naar het hol van Tyson, waar ze geheime foto's van Castle ontdekken, en zorgvuldig in kaart gebrachte plannen. Castle wordt dan vrijgesproken van alle aanklachten. Castle en Beckett hebben een intense confrontatie met Tyson als hij de auto van Castle en Beckett ramt, als ze langs een brug rijden. Om Beckett te redden uit de klauwen van Tyson, schiet Castle hem herhaaldelijk. Waardoor Tyson in het water valt. Aan het eind van de aflevering is het onbekend of Tyson dood of levend is. |                                |                   |                  |                   |
| 6 | The Final Frontier             | 5 november 2012   | 21 maart 2013    | 30 november 2012  |
| Een moord op een sciencefiction conventie laat Beckett en Castle gevangen tussen fanatieke fans en celebrity ego's |                                |                   |                  |                   |
| 7 | Swan Song                      | 12 november 2012  |                  | 30 januari 2013   |
| Castle en Beckett partnerschap trekt de aandacht van een documentairemaker, terwijl ze de moord op een muzikant met een verbinding met een fanatieke religieuze sekte onderzoeken. |                                |                   |                  |                   |
| 8 | After Hours                    | 19 november 2012  | 21 maart 2013    | 6 februari 2013   |
| Castle en Beckett staan in voor de bescherming van de kroongetuige in een moordzaak waar de maffia bij betrokken is. Ze krijgen al snel af te rekenen met enkele zware jongens die de getuige het zwijgen willen opleggen... |                                |                   |                  |                   |
| 9 | Secret Santa                   | 3 december 2012   | 28 maart 2013    | 13 februari 2013  |
| Wanneer een man met een witte baard in een rood pak dood wordt gevonden in het midden van Central Park, beseffen Castle en Beckett dat ze misschien de moord op de Kerstman onderzoeken. |                                |                   |                  |                   |
| 10 | Significant Others             | 7 januari 2013    | 28 maart 2013    | 20 februari 2013  |
| Becketts huis krijgt een opknapbeurt en ze trekt tijdelijk in bij Castle. Net op dat moment maakt ook Castles ex-vrouw Meredith (Darby Stanchfield) er haar opwachting. Zij wil ook enkele dagen bij Castle logeren omdat Alexis ziek is. Ondertussen onderzoeken Castle en Beckett de moord op een gereputeerd advocaat. |                                |                   |                  |                   |
| 11 | Under the Influence            | 14 januari 2013   | 4 april 2013     | 27 februari 2013  |
| Als een beginnende DJ wordt gedood op een feestje, moeten Beckett en Castle in de rauwe wereld van de muziek duiken. Wanneer het onderzoek leidt tot een onrustige tiener, neemt Esposito de jongen onder zijn hoede, in de hoop om hem op het juiste spoor te leiden voordat het te laat is. |                                |                   |                  |                   |
| 12 | Death Gone Crazy               | 21 januari 2013   | 4 april 2013     | 6 maart 2013      |
| Wanneer Beau Randolf, de stichter van een reeks succesvolle erotische films, wordt vermoord, worden Castle en Beckett geconfronteerd met een lange lijst van echtgenoten, vaders en ex-studentes die allemaal een motief hebben. Dus om de moordenaar te vinden, moeten ze diep graven in het leven van het slachtoffer, waar ze vele verrassingen vinden. |                                |                   |                  |                   |
| 13 | Recoil                         | 4 februari 2013   | 11 april 2013    | 13 maart 2013     |
| Castle en Beckett krijgen eindelijk de kans om senator Bracken te ontmaskeren, de man die verantwoordelijk was voor de dood van Becketts moeder. Ze ontdekken namelijk dat hij betrokken was bij de moord op een jonge vrouw. Beckett bijt zich vast in de zaak, maar beseft al snel dat de zaken een stuk complexer zijn dan ze lijken. |                                |                   |                  |                   |
| 14 | Reality Star Struck            | 11 februari 2013  | 11 april 2013    | 20 maart 2013     |
| Het team onderzoekt de moord op een populaire tv-ster die deelnam aan een realityreeks. Ze ontdekt al snel dat in de wereld van de realitytelevisie niets is wat het lijkt. Ondertussen probeert Castle het perfecte Valentijnscadeau voor Beckett te vinden. |                                |                   |                  |                   |
| 15 | Target                         | 18 februari 2013  | 18 april 2013    | 27 maart 2013     |
| Tijdens een moordonderzoek komen Castle en Beckett een complot op het spoor om de dochter van een invloedrijke Arabische zakenman te ontvoeren. Korte tijd later ontdekken ze dat de jonge vrouw daadwerkelijk is ontvoerd. Bovendien blijkt dat ze aan dezelfde universiteit studeert als Alexis en dat ze kort voor de ontvoering in elkaars gezelschap werden gezien. Wanneer Castle zijn dochter nergens kan bereiken, vreest hij dat ook zij werd ontvoerd. |                                |                   |                  |                   |
| 16 | Hunt                           | 25 februari 2013  | 25 april 2013    | 3 april 2013      |
| Het onderzoek naar de ontvoering van Alexis verloopt erg stroef door de moeizame samenwerking tussen de verschillende politiediensten. Castle besluit dan maar zelf op zoek te gaan naar zijn dochter. Beckett komt te weten dat Alexis het eigenlijke doelwit was van de ontvoerders en vreest dat Castle in een valstrik zal lopen. |                                |                   |                  |                   |
| 17 | Scared to Death                | 18 maart 2013     | 2 mei 2013       | 10 april 2013     |
| Een vrouw is zich letterlijk doodgeschrokken tijdens het kijken naar een enge film. aan Castle en Beckett de taak om deze griezelige zaak te onderzoeken. Nadat Castle de film per ongeluk heeft bekeken, denkt hij dat hij het volgende slachtoffer is. |                                |                   |                  |                   |
| 18 | The Wild Rover                 | 25 maart 2013     | 9 mei 2013       | 17 april 2013     |
| Castle en Beckett onderzoeken de moord op een man die in een industriële bakkersmachine werd teruggevonden. De aanwijzingen leiden hen naar Siobhan O'Doul, een caféuitbaatster die banden heeft met een Ierse maffiabende uit Staten Island. Ryan blijkt Siobhan goed te kennen, hij werkte voor een drugszaak ooit undercover bij de bende. Wanneer het onderzoek op een dood spoor belandt, besluit Ryan opnieuw undercover te gaan. |                                |                   |                  |                   |
| 19 | The Lives of Others            | 1 april 2013      | 16 mei 2013      | 24 april 2013     |
| Castle zit opgesloten in de loft met een gebroken been, terwijl Beckett de dood van een IRS-agent onderzoekt. Verveeld en ongelukkig staart Castle uit het raam terwijl hij plots denkt getuige te zijn van de moord. Dit is de 100ste aflevering van Castle. |                                |                   |                  |                   |
| 20 | The Fast and the Furriest      | 15 april 2013     | 23 mei 2013      | 22 september 2013 |
| Bewijs op een plaats delict toont dat Bigfoot de dader zou kunnen zijn... |                                |                   |                  |                   |
| 21 | The Squab and the Quail        | 22 april 2013     | 13 juni 2013     | 6 oktober 2013    |
| Beckett moet multimiljonair Eric Vaughn beschermen nadat er een mislukte aanslag op hem werd gepleegd. Een jaloerse Castle vreest dat Beckett zich zal laten verleiden door de rokkenjager. Om indruk te maken op haar gaat hij zelf op onderzoek. |                                |                   |                  |                   |
| 22 | Still                          | 29 april 2013     | 30 mei 2013      | 29 september 2013 |
| Een routine-onderzoek escaleert in een leven-of-doodsituatie wanneer Beckett per ongeluk de sensor van een bom activeert. Hierdoor mag ze niet meer bewegen, om te voorkomen dat de bom ontploft. Terwijl Ryan en Esposito zoeken naar de bommaker om de bom uit te schakelen, blijft Castle achter om Beckett gerust te stellen op de enige manier die hij weet, door haar geduld te testen. Deze aflevering is een clip show. |                                |                   |                  |                   |
| 23 | The Human Factor               | 6 mei 2013        | 20 juni 2013     | 13 oktober 2013   |
| Castle en Beckett onderzoeken de dood van een man die om het leven kwam bij een aanslag. Ze worden echter tegengewerkt door de federale politie, die de zaak probeert over te nemen. Beckett trekt de aandacht van een van de agenten, die haar een aantrekkelijke baan aanbiedt in Washington D.C. |                                |                   |                  |                   |
| 24 | Watershed                      | 13 mei 2013       | 27 juni 2013     | 20 oktober 2013   |
| Castle en Beckett onderzoeken de moord op een studente die zich voordoet als prostituee. Maar ze botsen al snel op een politiek complot met genoeg geld om aan een veroordeling te ontsnappen. Intussen bereidt Beckett zich voor om New York te verlaten voor de job in Washington D.C. maar is gedwongen te kiezen wat ze wil in het leven wanneer Castle haar ten huwelijk vraagt. |                                |                   |                  |                   |

## Seizoen 6 (2013-2014)
| Nr. | Titel                          | Datum uitzending  | Datum uitzending | Datum uitzending  |
| --- | ------------------------------ | ----------------- | ---------------- | ----------------- |
| 1 | Valkyrie                       | 23 september 2013 | 2 januari 2014   | 27 oktober 2013   |
| Beckett is ingegaan op Castles huwelijksaanzoek en verhuist naar Washington D.C. voor haar nieuwe baan. Daar begint ze aan haar training en ontmoet ze haar nieuwe partner Rachel McCord (Lisa Edelstein). Na 6 weken brengt Castle haar een bezoek en probeert te helpen met haar onderzoek. Maar hij brengt zo zijn leven in gevaar want door zijn onderzoek is hij blootgesteld aan gas waardoor hij nog maar één dag te leven heeft. |                                |                   |                  |                   |
| 2 | Dreamworld                     | 30 september 2013 | 9 januari 2014   | 3 november 2013   |
| Als Castle nog maar 24 uur te leven heeft voor hij bezwijkt ten gevolge van een dodelijk gif, moeten Beckett en McCord zowel het gif als het tegengif zien te vinden in een race tegen de klok om te voorkomen dat meer mensen zouden sterven. Hun zoektocht leidt hen diep in een mysterie rond een zeer geheime militaire basis, een geheime missie en een dekmantel dat de top van het ministerie van Defensie bereikt. |                                |                   |                  |                   |
| 3 | Need To Know                   | 7 oktober 2013    | 16 januari 2014  | 10 november 2013  |
| Nu Beckett nog steeds in Washington verblijft, zoekt Castle naar een manier om zich nuttig te maken. Hij besluit zich te mengen in het onderzoek van Ryan en Esposito naar de moord op een voormalig kindsterretje. Hij stuit echter op het verzet van Becketts vervanger Frank Sullivan. Niet veel later maken Beckett en McCord hun opwachting om de zaak over te nemen, dit tot groot ongenoegen van Ryan en Esposito. |                                |                   |                  |                   |
| 4 | Number One Fan                 | 14 oktober 2013   | 23 januari 2014  | 17 november 2013  |
| Castle wordt ingeschakeld om te onderhandelen bij een gijzeling met een moordverdachte, die expliciet naar hem gevraagd heeft. Hij brengt zijn leven in gevaar door zichzelf te ruilen tegen twee van de gijzelaars. Gates geeft Beckett de toestemming om, nadat ze ontslagen is bij de federale politie te assisteren bij het onderzoek. Door bezuinigingen kan ze haar vroegere werk niet hervatten. De gijzelnemer is een vrouw die verdacht wordt van de moord op haar vriend. Aanwijzingen lijken dit in eerste instantie te bevestigen. Castle daarentegen gelooft in haar onschuld en onthult de ware schuldige. De vrouw blijkt de biologische dochter van een invloedrijke politicus te zijn, die als dank voor hun hulp ervoor zorgt dat Beckett haar baan bij de NYPD terugkrijgt.                                                                                        |                                |                   |                  |                   |
| 5 | Time Will Tell                 | 21 oktober 2013   | 30 januari 2014  | 26 januari 2014   |
| De eerste verdachte in een gruwelijke moord, Simon Doyle (Joshua Gomez), beweert een tijdreiziger uit de toekomst te zijn, die is teruggekomen om een ramp te voorkomen. Castle is gefascineerd door zijn verhalen terwijl Beckett afwijzend reageert. Hun onderzoek leidt uiteindelijk naar de echte moordenaar, en gebeurtenissen vinden plaats die griezelig veel overeenkomst vertoont met de gebeurtenissen uit Simons verhalen. |                                |                   |                  |                   |
| 6 | Get a Clue                     | 28 oktober 2013   | 6 februari 2014  | 2 februari 2014   |
| Castle en zijn moeder zijn uitgenodigd voor een diner in het nieuwe appartement van Alexis en Pi. Castle gedraagt zich grof en beledigt Pi en het koppel. Later wordt een slachtoffer van moord gevonden gepositioneerd in een kruisiging, met middeleeuwse symbolen gegraveerd in haar hand. Er wordt bewijs ontdekt dat het slachtoffer op zoek was naar een geheime schat verborgen door vrijmetselaars, meer dan 200 jaar geleden. Castle is teleurgesteld als het allemaal maar een historisch spel lijkt te zijn. Dankzij een reactie van zijn moeder lost hij de puzzel op die hen tot een echte schat leidt. Hoewel zijn vermoeden dat de spelpromotor de moordenaar zou zijn, komen ze uit op de echte moordenaar, die iemand nauw verwant aan het slachtoffer blijkt te zijn. Hij probeert hierna zijn excuses aan te bieden aan Alexis, maar zij weigert ze te aanvaarden. |                                |                   |                  |                   |
| 7 | Like Father , Like Daughter    | 4 november 2013   | 13 februari 2014 | 9 februari 2014   |
| Alexis en een professor zijn de zaak aan het onderzoeken van een ter dood veroordeelde man in Pennsylvania. Wanneer zijn vrijwaring wordt geweigerd, hebben ze nog maar drie dagen om zijn onschuld te bewijzen. Ondanks het feit dat ze nog steeds kwaad is op haar vader, vraagt ze zijn hulp. Als ze dieper op de zaak ingaan, krijgen ze te verduren met verzet van de plaatselijke bewoners. Met de hulp van Beckett en het team ontdekken ze details die de lokale politie over het hoofd heeft gezien. De situatie blijkt nog ingewikkelder dan het oorspronkelijk leek. |                                |                   |                  |                   |
| 8 | A Murder is Forever            | 11 november 2013  | 20 februari 2014 | 16 februari 2014  |
| Castle en Beckett onderzoeken een moord op een populaire koppel- en relatietherapeut. Eerst gaan ze ervan uit dat de moordenaar haar klantenlijst wilde, waarop klanten met een hoge status te vinden waren. Na nader onderzoek lijkt het erop dat de moordenaar uit was op een zeldzaam en duur object dat ze in haar bezit had. |                                |                   |                  |                   |
| 9 | Disciple                       | 18 november 2013  | 27 februari 2014 | 23 februari 2014  |
| Een slachtoffer van moord wordt opgehangen met een vishaak. Het slachtoffer lijkt verdacht veel op Lanie. Onderzoek leidt tot een ander slachtoffer dat gelijkenissen heeft met Esposito. De enige connectie tussen de twee slachtoffers is een plastisch chirurg Dr. Kelly Neiman (Annie Wersching), maar ze heeft geen motief. Castle is ervan overtuigd dat de moorden verwant zijn met Jerry Tyson, beter gekend al 3XK. Iedereen behalve Castle denkt dat hij dood is. Het team ontdekt te laat dat de twee slachtoffers die op Lanie en Esposito lijken gebruikt waren om al het bewijs van Tysons misdaden te vernietigen voor ze vermoord werden door zijn volgelingen. Neiman ontsnapt voor ze opgepakt kan worden. Het enige wat ze achterlaat is een USB-stick gericht aan Castle en Beckett. De schijnbaar onschuldige inhoud laat een diepe indruk na op Beckett.        |                                |                   |                  |                   |
| 10 | The Good, the Bad and the Baby | 25 november 2013  | 6 maart 2014     | 2 maart 2014      |
| Een man strompelt op zijn laatste krachten een kerk binnen met een baby in zijn armen, net voor hij sterft aan zijn schotwonden. Wanneer Beckett en het team de zaak onderzoeken, ontdekken ze dat het slachtoffer betrokken was in een gijzeling en oplichting van de loterij. |                                |                   |                  |                   |
| 11 | Under Fire                     | 6 januari 2014    | 13 maart 2014    | 9 maart 2014      |
| Een brandstichter blijkt een moordenaar te zijn, als Castle en Beckett bij een brand een lijk vinden dat blijkt te zijn doodgeschoten. Ryans vrouw Jenny staat op het punt te bevallen, terwijl hij en Esposito gevangen zitten in een brandend gebouw. |                                |                   |                  |                   |
| 12 | Deep Cover                     | 13 januari 2014   | 20 maart 2014    | 16 maart 2014     |
| Een ogenschijnlijk onschuldige moord op een simpele winkelmedewerker, leidt het team in de wereld van spionage en uiteindelijk, in die van Castles vader. |                                |                   |                  |                   |
| 13 | Limelight                      | 20 januari 2014   | 27 maart 2014    | 7 september 2014  |
| Castle en Beckett onderzoeken de moord op een rijzende popster. Een schokkende openbaring brengt hun onderzoek in gevaar. |                                |                   |                  |                   |
| 14 | Dressed to Kill                | 3 februari 2014   | 3 april 2014     | 14 september 2014 |
| Castle en Beckett zoeken hun weg door de opzichtige wereld van de haute couture om de moordenaar van de assistent van een tijdschriftredacteur te vinden. |                                |                   |                  |                   |
| 15 | Smells Like Teen Spirit        | 17 februari 2014  | 4 april 2014     | 21 september 2014 |
| Castle en Beckett onderzoeken de moord van een gemeen meisje op Castles oude school. Castle vermoedt dat het het werk zou kunnen zijn van een telekinetische tiener. |                                |                   |                  |                   |
| 16 | Room 147                       | 24 februari 2014  | 4 april 2014     | 28 september 2014 |
| Er wordt een man vermoord in kamer 147 van een hotel. Castle en Beckett tasten in het duister wanneer drie mensen zich melden, die alle drie beweren de moordenaar te zijn. Ook weten ze allemaal details die alleen de moordenaar kan weten. |                                |                   |                  |                   |
| 17 | In The Belly of The Beast      | 3 maart 2014      | 11 april 2014    | 5 oktober 2014    |
| Beckett wordt gevraagd mee te helpen met een narcoticamissie. Het zou simpel moeten zijn, maar tijdens de ontmoeting moet ze vechten voor haar leven. |                                |                   |                  |                   |
| 18 | The Way of The Ninja           | 17 maart 2014     | 18 april 2014    | 12 oktober 2014   |
| Een Japanse balletdanseres wordt vermoord. Aanwijzingen leiden naar een ninjamoordenaar. |                                |                   |                  |                   |
| 19 | The Greater Good               | 24 maart 2014     | 25 april 2014    | 19 oktober 2014   |
| Tijdens het onderzoek naar de dood van een Wall Street effectenhandelaar ontdekken Castle en Beckett dat het slachtoffer een undercover informant was voor het Openbaar Ministerie. |                                |                   |                  |                   |
| 20 | Thats '70s Show                | 21 april 2014     | 1 mei 2014       | 26 oktober 2014   |
| Er wordt een lijk gevonden na 40 jaar. Een vriend van de vermoorde man is nog steeds niet over het verlies van zijn vriend heen gekomen en denkt dat hij nog in de jaren 1970 leeft. Hierdoor worden Castle en Beckett gedwongen zich te gedragen en te kleden zoals in de jaren 70 om met de man te kunnen praten. |                                |                   |                  |                   |
| 21 | Law & Boarder                  | 28 april 2014     | 8 mei 2014       | 2 november 2014   |
| Tijdens een rechtszaak valt een jurylid dood neer. Castle en Beckett verdenken in eerste instantie de beklaagde, maar merken dat de aanklager ook niet onschuldig is. |                                |                   |                  |                   |
| 22 | Veritas                        | 5 mei 2014        | 15 mei 2014      | 9 november 2014   |
| Beckett is een onderzoek gestart naar Vulcan Simmons, om hem te linken aan Senator Bracken. Maar als Simmons vermoord wordt aangetroffen is Beckett hoofdverdachte. Terwijl de politie naar haar op zoek is, probeert ze samen met Castle het laatste puzzelstukje te vinden wat kan bewijzen dat Bracken achter haar moeders moord zit. |                                |                   |                  |                   |
| 23 | For better or worse            | 12 mei 2014       | 22 mei 2014      | 16 november 2014  |
| De trouwdag van Castle en Beckett is bijna aangebroken. Als ze de formulieren voor hun huwelijk willen halen blijkt dat Beckett al 15 jaar getrouwd is met een zekere Rogan O'Leary. Ze had zelf geen idee dat dit ooit officieel was geworden, het was toen een soort grap. Ze moet dus eerst scheiden van Rogan en dan pas kan ze trouwen met Castle. Ze gaat op zoek naar Rogan maar hem de scheidingspapieren laten tekenen blijkt moeilijker dan gedacht. Onderweg naar zijn eigen bruiloft wordt Castle van de weg gereden door een onbekende truck. |                                |                   |                  |                   |

## Seizoen 7 (2014-2015)
| Nr. | Titel                        | Datum uitzending  | Datum uitzending | Datum uitzending  |
| --- | ---------------------------- | ----------------- | ---------------- | ----------------- |
| 1 | Driven                       | 29 september 2014 | 6 november 2014  | 4 januari 2015    |
| Beckett zoekt naar antwoorden na het ongeval van Castle en ontdekt dat hij is ontvoerd, hoewel het bewijs naar hemzelf wijst als de man achter zijn eigen ontvoering en verdwijning. Wanneer hij twee maanden later gevonden wordt in een bootje op zee, kan hij zich niets van de afgelopen twee maanden herinneren. Herenigd met Beckett, beginnen ze samen zijn 'ontvoering' te onderzoeken. |                              |                   |                  |                   |
| 2 | Montreal                     | 6 oktober 2014    | 13 november 2014 | 11 januari 2015   |
| Castle gebruikt onconventionele methoden om uit te vinden wat er de laatste twee maanden met hem is gebeurd. In de tussentijd helpt hij Beckett bij het oplossen van een zaak met een dode manager van een speelgoedfabrikant die zijn uiterste best deed om zijn identiteit te verbergen. Een nieuw spoor in het onderzoek van Castle leidt tot vragen die hij wellicht niet beantwoord wil hebben. |                              |                   |                  |                   |
| 3 | Clear and Present Danger     | 13 oktober 2014   | 20 november 2014 | 18 januari 2015   |
| Poolbiljartspeler Will Fairwick wordt gespietst in zijn appartement. Biljartclubeigenaar Fats Shepherd zegt dat Will een deal met de duivel maakte en dat Will geloofde dat zijn einde nabij was. Videobeelden tonen dat de deur van Wills appartement uit zichzelf opent en sluit, direct na zijn moord, waarna de rechercheurs zich afvragen of Will de waarheid sprak. Donna, Wills vriendin, zegt hij was een MIT-student was, maar dat hij met zijn studie stopte vanwege stress. Will had ook een baantje bij een verzekeringsmaatschappij. Deze maatschappij, alsmede zijn inschrijving bij MIT, vormen echter een dekmantel voor een overheidsdienst die onderzoek doen naar een technologie om onzichtbaar te worden. Will wilde voorkomen dat de technologie in verkeerde handen viel, namelijk die van Donna, en werd daarom vermoord. |                              |                   |                  |                   |
| 4 | Child's Play                 | 20 oktober 2014   | 27 november 2014 | 25 januari 2015   |
| Becketts team onderzoekt de moord op een ijscoverkoper en vindt bewijs dat een kind getuige kan zijn geweest van de moord. Daarop gaat Castle undercover op een plaatselijke basisschool om het kind te vinden. |                              |                   |                  |                   |
| 5 | Meme is Murder               | 27 oktober 2014   | 4 december 2014  | 1 februari 2015   |
| Het team onderzoekt de moord op internetbekendheid Abby Smith. De moordenaar plaatst vervolgens foto's van haar dood online en daagt de politie zelfs uit met aanwijzingen voor toekomstige moorden. Castle denkt dat de moordenaar zelf slachtoffer is geweest van pesten via internet. Videobeelden leiden het team naar Adam Lane, die twee oprichters van een online fotodienst ontvoerd heeft naar een geheime locatie en een online wedstrijd heeft opgezet. Wie binnen 60 minuten het minst aantal stemmen krijgt van het publiek, die sterft. Met behulp van psychologische tactiek slaagt Beckett erin dat Lane de geheime locatie onthult; de middelbare school, waar hij voor het eerst werd gepest. Ryan en Esposito bereiken de gevangenen net op tijd.                                                                              |                              |                   |                  |                   |
| 6 | The Time of Our Lives        | 10 november 2014  | 11 december 2014 | 8 februari 2015   |
| Castle 'wordt wakker' in een parallel universum waar hij en Beckett elkaar nooit hebben ontmoet. Tijdens het onderzoek van deze nieuwe zaak, vindt Castle de weg terug naar de echte wereld, en vraagt Beckett meteen met hem te trouwen, waarop Beckett en Castle inderdaad in besloten kring trouwen. |                              |                   |                  |                   |
| 7 | Once Upon a Time in the West | 17 november 2014  | 11 december 2014 | 15 februari 2015  |
| Een jonge vrouw sterft door een hartstilstand als gevolg van een vergiftiging. Castle en Beckett infiltreren daarop haar laatst bekende locatie; een western-themapark in Arizona. In New York ontdekken Ryan en Esposito dat het slachtoffer onderzoek deed naar de Peacock Boys, treinrovers die werden gedood in 1893. In plaats van het goud waar de overvallers naar op zoek waren vinden Castle en Beckett enkel skeletresten. Castle vindt ook de moordenaar in het themapark. Nu de zaak is opgelost besluit Beckett om het verblijf in het park te verlengen als een geïmproviseerde huwelijksreis. |                              |                   |                  |                   |
| 8 | Kill Switch                  | 24 november 2014  | 18 december 2014 | 22 februari 2015  |
| Wanneer Esposito een moordverdachte volgt tot in de metro, ontdekt hij dat de verdachte een bom om zijn middel heeft gebonden. De rest van het team moet nu het motief van de verdachte zien te achterhalen. Ze ontdekken dat hij eveneens het H5N1-virus bij zich draagt en het publiek daarmee kan besmetten. |                              |                   |                  |                   |
| 9 | Last Action Hero             | 1 december 2014   | 29 januari 2015  | 1 maart 2015      |
| Wanneer een voormalige actieheld dood wordt gevonden in de buurt van een theater, lijkt het erop dat hij werd gedood met een garrote voor een poging om een drugsbaron te stoppen. Maar het blijkt dat de vrouw van zijn collega hem doodde om een geheim niet te laten uitkomen. Ondertussen vertrekt Beckett uit haar oude huis. |                              |                   |                  |                   |
| 10 | Bad Santa                    | 8 december 2014   | 18 december 2014 | 8 maart 2015      |
| Een onderzoek naar de dood van een eerstehulparts brengt Castle er toe om zijn connecties met de misdaadfamilie Don, Dino Scarpella, te gebruiken om te helpen met de zaak. Dit zorgt ervoor dat het Openbaar Ministerie Gates dwingt om de banden tussen haar afdeling en Castle te verbreken. |                              |                   |                  |                   |
| 11 | Castle, P.I.                 | 12 januari 2015   | 5 februari 2015  | 6 september 2015  |
| Het team begint met het onderzoek naar de dood van een toelatingsagent van een prestigieuze kleuterschool. Het team is verbaasd als Castle op de plaats delict verschijnt met een licentie voor privé-detective. Gates verbiedt hem zich in het onderzoek te mengen, maar Castle en het team vertrouwen op elkaars hulp in de zaak. |                              |                   |                  |                   |
| 12 | Private Eye Caramba!         | 19 januari 2015   | 12 februari 2015 | 13 september 2015 |
| Een telenovela-ster wordt vermoord, en Castle wordt ingehuurd door haar collega om een beurs terug te vinden dat ze van het slachtoffer had geleend. Kate vertelt hem dat de beurs een belangrijk bewijsstuk zou kunnen bevatten om de misdaad op te lossen. |                              |                   |                  |                   |
| 13 | I, Witness                   | 2 februari 2015   | 19 februari 2015 | 20 september 2015 |
| Castle wordt ingehuurd door een oud-klasgenootje, om te onderzoeken of haar echtgenoot haar bedriegt. Als hij bij haar woning aankomt met bewijs, ziet hij dat ze vermoord wordt. Samen met Beckett en de lokale politie onderzoekt hij wie erachter zit. Gedurende het onderzoek komt een complot aan het licht en vraagt Castle zich af of hij wel door moet gaan met zijn carrière als Privé Detective. |                              |                   |                  |                   |
| 14 | Resurrection                 | 9 februari 2015   | 5 maart 2015     | 27 september 2015 |
| (Deel 1) De seriemoordenaar Jerry Tyson (3XK) is terug en Castle en Beckett zitten oog in oog met hem op het politiebureau. |                              |                   |                  |                   |
| 15 | Reckoning                    | 16 februari 2015  | 12 maart 2015    | 4 oktober 2015    |
| (Deel 2) Castle en het team van Beckett proberen te voorkomen dat Nieman en Tyson een nieuw slachtoffer maken: Kate Beckett. |                              |                   |                  |                   |
| 16 | The Wrong Stuff              | 23 februari 2015  | 26 maart 2015    | 11 oktober 2015   |
| Astronaut Tom Richwood wordt gedood tijdens een simulatie voor een missie naar Mars. Om toegang te krijgen tot de plaats delict moeten Castle en het team in ruimtepakken de simulatie betreden. Uit het onderzoek blijkt dat iemand geknoeid heeft met de computer van de simulator, die daarop Tom ging zien als een bedreiging. Echter, na een reboot richt de computer zijn toorn op het team. |                              |                   |                  |                   |
| 17 | Hong Kong Hustle             | 16 maart 2015     | 2 april 2015     | 18 oktober 2015   |
| Na een mysterieuze moord op een ex-gevangene helpt een uiterst succesvolle (tot frustratie van Beckett) detective uit Hong Kong Beckett en Castle, omdat zij en het slachtoffer jeugdvrienden waren. Tijdens het onderzoek ontdekt Beckett dat het leven van zowel haar collega uit Hong Kong als het leven van het slachtoffer complexer is dan gedacht. |                              |                   |                  |                   |
| 18 | At Close Range               | 23 maart 2015     | 9 april 2015     | 25 oktober 2015   |
| Ryan heeft een tweede baan in de beveiliging om geld te verdienen voor de latere studie van zijn dochtertje. Tijdens deze job worden een politicus en een maatschappelijk werker beschoten, waarbij de maatschappelijk werker omkomt. Het onderzoek wordt moeilijk wanneer het bewijs wijst naar de zwager van Ryan. Beckett begint met de studie om Captain te worden. |                              |                   |                  |                   |
| 19 | Habeas Corpse                | 30 maart 2015     | 16 april 2015    | 1 november 2015   |
| Beckett en Castle onderzoeken de moord op letselschade advocaat Richie "The Pitbull" Falco door een lange lijst van zijn klanten en concurrenten na te lopen. Maar dan ontdekken ze een schokkend geheim dat het mysterie rond zijn dood alleen maar groter maakt. |                              |                   |                  |                   |
| 20 | Sleeper                      | 20 april 2015     | 23 april 2015    | 8 november 2015   |
| Castle wordt geplaagd door een steeds terugkerende droom over zijn eerdere vermissing. Met hulp van Dr. Burke probeert Castle zich de details in de droom te herinneren. Samen met het team probeert Castle de mysteries rond zijn vermissing te ontrafelen. |                              |                   |                  |                   |
| 21 | In Plane Sight               | 27 april 2015     | 30 april 2015    | 15 november 2015  |
| Tijdens de vlucht van Castle en Alexis naar Londen wordt een air marshal vermoord. Ze krijgen hulp van Beckett vanuit New York. |                              |                   |                  |                   |
| 22 | Dead From New York           | 4 mei 2015        | 7 mei 2015       | 22 november 2015  |
| Castle en Beckett onderzoeken de dood van Sid Ross, de bedenker van de langlopende sketch-comedyshow Saturday Night Tonight. Beckett moet uiteindelijk de moordenaar live op televisie arresteren. |                              |                   |                  |                   |
| 23 | Hollander's Woods            | 11 mei 2015       | 14 mei 2015      | 22 november 2015  |
| Castle wordt geconfronteerd met een zaak uit zijn verleden. De zaak gaat dertig jaar terug en was zijn inspiratie om schrijver te worden. Castle was getuige van een moord, maar het lichaam werd nooit gevonden. Er werd niemand vermist en niemand geloofde hem. Als er echter een soortgelijke zaak opduikt en pakt Castle zijn kans om zijn eerste mysterie op te lossen met zijn vrienden. Door Castle zijn ze uiteindelijk in staat het meisje te identificeren. |                              |                   |                  |                   |

## Seizoen 8 (2015-2016)
| Nr. | Titel                       | Datum uitzending  | Datum uitzending | Datum uitzending |
| --- | --------------------------- | ----------------- | ---------------- | ---------------- |
| 1 | XY                          | 21 september 2015 | 24 oktober 2015  | -                |
| Een telefoontje van een mysterieuze vreemdeling ontketent een reeks explosieve gebeurtenissen; het verhaal wordt vanuit Castles perspectief verteld terwijl hij Beckett zoekt die spoorloos is verdwenen. |                             |                   |                  |                  |
| 2 | XX                          | 28 september 2015 | 31 oktober 2015  | -                |
| Beckett krijgt een mysterieuze tip uit haar verleden, waardoor ze voor haar leven moet vechten. Castle probeert ondertussen uit te zoeken waarom zijn vrouw op de vlucht is. Beckett vertelt Castle dat ze een pauze wil in hun relatie, omdat ze het een en ander moet verwerken. |                             |                   |                  |                  |
| 3 | PhDead                      | 5 oktober 2015    | 7 november 2015  | -                |
| Een student is op gruwelijke wijze vermoord. Castle gaat undercover als hoogleraar om toegang te krijgen tot de wereld van het slachtoffer. |                             |                   |                  |                  |
| 4 | What Lies Beneath           | 12 oktober 2015   | 14 november 2015 | -                |
| Een van Castles idolen, een beroemde en eenzelvige schrijver, wordt dood aangetroffen. Hij is vastbesloten de dader(s) te vinden, maar wanneer Beckett en hij dieper graven, ontdekken ze een waarheid die vreemder is dan fictie. |                             |                   |                  |                  |
| 5 | The Nose                    | 19 oktober 2015   | -                | -                |
| Een kunstwerk van onschatbare waarde wordt tijdens een transport gestolen en de chauffeur wordt vermoord. Castle en Beckett moeten samenwerken met de belangrijkste getuige om zowel het schilderij als de moordenaar te kunnen achterhalen. |                             |                   |                  |                  |
| 6 | Cool Boys                   | 9 november 2015   | -                |                  |
| Terwijl Beckett op reis is, raakt Castle betrokken bij een zaak van rechercheur Slaughter. Een hi-tech chip is gestolen en een van Slaughters informanten is vermoord. |                             |                   |                  |                  |
| 7 | The Last Seduction          | 16 november 2015  | -                |                  |
| Om de dader van een brute moord op een gladde oplichter te kunnen achterhalen, moeten Castle en Beckett de elite van New York onderzoeken. Tegelijkertijd organiseert Castle een verrassing voor Beckett i.v.m. hun eenjarige huwelijksjubileum. |                             |                   |                  |                  |
| 8 | Mr. & Mrs. Castle           | 23 november 2015  | 12 december 2015 | -                |
| Op een cruiseschip onderzoeken Castle en Beckett de moord op een entertainer. Tijdens hun onderzoek zitten ze met de moordenaar op hetzelfde schip op zee gevangen. Castle ontdekt de werkelijke reden van Becketts vertrek en stelt voor hun relatie in het geheim voort te zetten. |                             |                   |                  |                  |
| 9 | Tone Death                  | 8 februari 2016   | 2 april 2016     | –                |
| Een dode wordt ontdekt in het theater waar Martha haar huidige optreden heeft. Castle en Beckett onderzoeken de zaak en ontdekken verrassende details binnen het competitieve wereldje van a capella. |                             |                   |                  |                  |
| 10 | Witness for the Prosecution | 14 februari 2016  | 2 april 2016     | -                |
| Terwijl Castle zich opwerpt als belangrijkste getuige in een moordzaak, dwingt nieuw opgedoken informatie Beckett tot een race tegen de klok om justitie te behoeden voor een gerechtelijke dwaling. |                             |                   |                  |                  |
| 11 | Dead Red                    | 15 februari 2016  | 9 april 2016     | -                |
| De zoon van een Russische diplomaat is vermoord. Gedurende het onderzoek probeert Castle een joviale Russische veiligheidsagent af te leiden die echter meer betrokken is bij de zaak dan verwacht. |                             |                   |                  |                  |
| 12 | The Blame Game              | 22 februari 2016  | 9 april 2016     | -                |
| Castle en Beckett worden ontvoerd en gedwongen om met vreemden schijnbaar onzinnige puzzels en denkspellen op te lossen. Alexis, Haley en de collega's van Beckett doen er alles aan om ze te bevrijden. |                             |                   |                  |                  |
| 13 | And Justice For All         | 29 februari 2016  | 16 april 2016    | -                |
| Beckett en haar collega's onderzoeken de moord op een student Engels als tweede taal. Zijn medestudenten willen niet met de politie praten, waarop Castle undercover gaat als Frans-Canadese immigrant. Hij ontdekt dat het slachtoffer meer was dan een eenvoudige student. Bij het proeven van een Koreaanse maaltijd krijgt hij flashbacks met beelden van Korea en het beeld van Hollywood. |                             |                   |                  |                  |
| 14 | The G.D.S.                  | 7 maart 2016      | 16 april 2016    | -                |
| Castle gaat naar Los Angeles om meer te weten te komen over zijn ontvoering die twee maanden duurde. The Greatest Detective Society neemt contact met hem op en vraagt zijn hulp bij het oplossen van een moord. Maar er blijken meer moorden te zijn gepleegd, zowel in L.A. als New York. Castle ontdekt een video waarin hij zichzelf vertelt waarom hij zijn geheugen heeft laten wissen.   |                             |                   |                  |                  |
| 15 | Fidelis Ad Mortem           | 21 maart 2016     | 23 april 2016    | -                |
| Castle vertelt Beckett over de video over hemzelf die hij vond in Hollywood. Ondertussen onderzoekt de New Yorkse politie de moord op een student van de Politie Academie die werd doodgeschoten met een pistool van de academie. |                             |                   |                  |                  |
| 16 | Heartbreaker                | 4 april 2016      | 23 april 2016    | -                |
| Een gewapende koerier wordt vermoord en een deel van het geld dat hij vervoerde is gestolen. Wanneer Esposito de details hoort van de overval, moet hij denken aan een diefstal van gouden munten, negen jaar eerder. Beckett trekt officieel weer in bij Castle, maar heeft het idee dat Lucy, het A.I. netwerk van Castle, haar niet zo mag.                                                  |                             |                   |                  |                  |
| 17 | Death Wish                  | 11 april 2016     | 30 april 2016    | -                |
| Castle en Beckett gaan op zoek naar een gestolen stuk antiek dat misschien de lamp van Aladdin is, in de hoop dat het ze naar de moordenaar van een smokkelaar kan leiden. |                             |                   |                  |                  |
| 18 | Backstabber                 | 18 april 2016     | 30 april 2016    | -                |
| Hayley doet een oude vriend een plezier, maar vindt zich terug verwikkeld in een moordzaak en een cyberaanval. Beckett en Castle moeten haast maken om de zaak op te lossen en Hayleys naam te kunnen zuiveren. |                             |                   |                  |                  |
| 19 | Dead Again                  | 25 april 2016     | 7 mei 2016       | -                |
| Een veiligheidsinspecteur overleeft wonder boven wonder een vergiftiging en elektrocutie. Castle neemt hem onder zijn hoede, denkend dat de man superkrachten heeft. Beckett gaat op onderzoek uit en komt uiteindelijk uit bij een Chinese triade. |                             |                   |                  |                  |
| 20 | Much Ado About Murder       | 2 mei 2016        | 7 mei 2016       | -                |
| Een beroemde acteur wordt vermoord gevonden met een ganzenveer in zijn nek. Castle en Beckett gaan backstage en ze ontdekken dat de ster genoeg zorgen aan zijn hoofd had. Zo had hij een grote belastingschuld en contact met een voortvluchtige leider van een drugskartel. |                             |                   |                  |                  |
| 21 | Hell to Pay                 | 9 mei 2016        | 14 mei 2016      | -                |
| Een ontsnapte psychiatrisch patiënt valt dood neer in het kantoor van Castle, nadat hij de voordeur met een bijl had ingeslagen. Beckett en Castle onderzoeken de oorzaak van zijn dood waarbij ze de kluis in Casles kantoor openen en daar satanische artefacten vinden. |                             |                   |                  |                  |
| 22 | Crossfire                   | 16 mei 2016       | 21 mei 2016      | -                |
| Als Castle en Beckett LockSat proberen neer te halen lopen ze in een val. Het een en ander leidt tot een race tegen de klok voor Castle teneinde Beckett uit de handen van LockSat te redden. |                             |                   |                  |                  |